# Klawiatura multimedialna

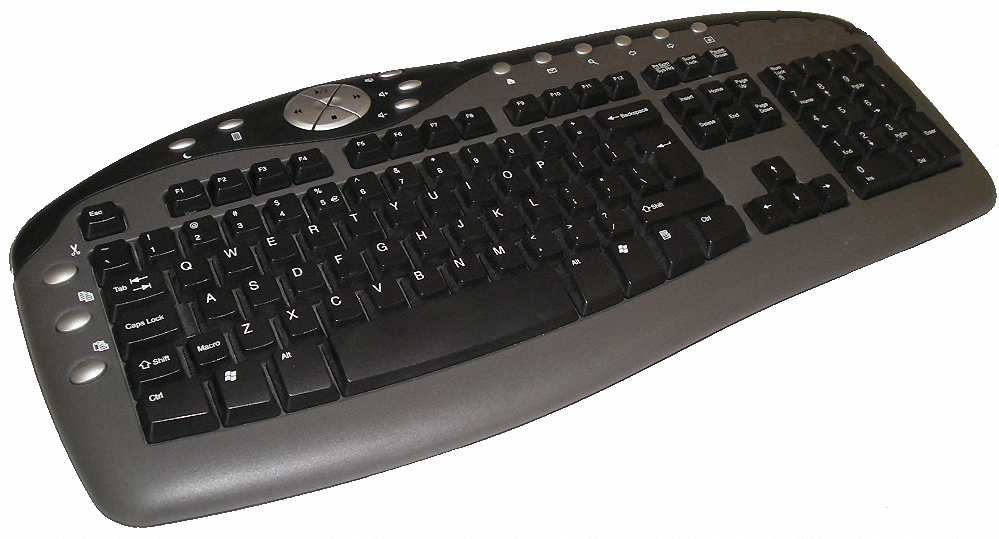
Klawiatura komputerowa multimedialna

Klawiatura multimedialna – klawiatura komputerowa wzbogacona o dodatkowe funkcje. Klawiatury multimedialne różnią się od standardowych w mniejszym lub większym stopniu – posiadają dodatkowe przyciski (np. Play, Stop, Internet, Shutdown czy uruchamiające jakąś aplikacje) oraz, nierzadko, dostarczone przez producenta dodatkowe oprogramowanie, pozwalające bardziej spersonalizować urządzenie.